# Indochiny

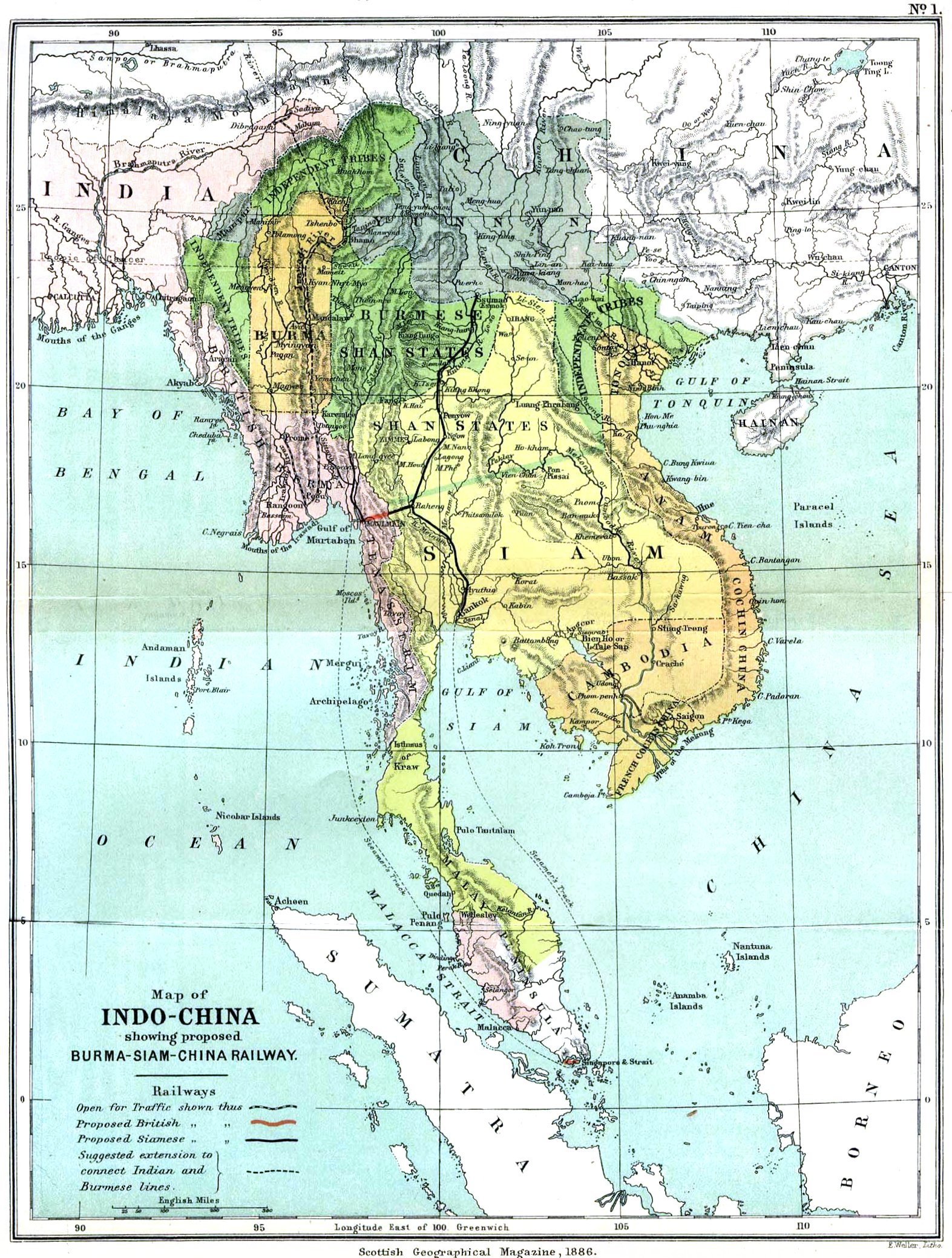
Indochiny w 1886

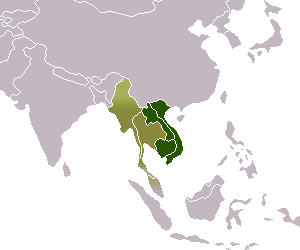
Indochiny w rozumieniu węższym (ciemnozielony) i szerszym (oliwkowy)

Indochiny – nazwa regionu w Azji Południowo-Wschodniej, obejmującego obszar dawnych Indochin Francuskich, a współcześnie państwa Laos, Kambodża i Wietnam na Półwyspie Indochińskim. W szerszym znaczeniu terminem tym określa się czasem cały obszar kontynentalny na wschód od Indii i na południe od Chin, czyli dodatkowo obejmujący również Mjanmę, Tajlandię i część Malezji położoną na Półwyspie Malajskim. Nazwa ta została nadana przez Europejczyków, którzy zwrócili uwagę na wpływ kultury chińskiej i hinduskiej na kulturę rodzimą tego obszaru.